# ペット安楽死請負人
『ペット安楽死請負人』（Armomurhaaja）は、テーム・ニッキ監督・脚本による2017年のフィンランドのスリラー映画である。第42回トロント国際映画祭のコンテンポラリー・ワールド・シネマ部門で上映された。他に第30回東京国際映画祭のコンペティション部門でも上映され、脚本賞を獲得した。第91回アカデミー賞外国語映画賞にフィンランド代表作として出品されている。

## キャスト
- マッティ・オンニスマー（フィンランド語版）
- アリーナ・トムニコフ（フィンランド語版）
- ヤリ・ヴィルマン（フィンランド語版）
- ヘイッキ・ノウシアイネン（英語版）
- イラリ・ヨハンソン（フィンランド語版）